# Martín Vilallonga
Martín Vilallonga (født 8. oktober 1970) er en tidligere argentinsk fodboldspiller.